# MTV Movie Awards 1993
MTV Movie Awards 1993 var 1993-udgaven af MTV Movie Awards sendt på MTV. Dette blev afholdt den 13. juli 1993 og showets vært var Eddie Murphy. Nogle af aftenens optrædne var Rod Stewart, Stone Temple Pilots, Dr. Dre og Duran Duran. Filmen The Bodyguard havde aftenens højeste antal nomineringer med i alt 7, trods det at filmen kun vandt en pris. A Few Good Men havde 6 nomineringer og den vandt også kun en pris; Best Movie. Aftenens højeste prismodtager var filmen Basic Instinct som havde 5 nomineringer, hvoraf 2 af dem blev vundet. 

## Vindere og nominerede

### Best Movie
A Few Good Men
- Aladdin
- Basic Instinct
- The Bodyguard
- Malcolm X

### Best Male Performance
Denzel Washington – Malcolm X
- Kevin Costner – The Bodyguard
- Tom Cruise – A Few Good Men
- Michael Douglas – Basic Instinct
- Jack Nicholson – A Few Good Men

### Best Female Performance
Sharon Stone – Basic Instinct
- Geena Davis – A League of Their Own
- Whoopi Goldberg – Halløj i klosteret
- Whitney Houston – The Bodyguard
- Demi Moore – A Few Good Men

### Most Desirable Male
Christian Slater – Untamed Heart
- Kevin Costner – The Bodyguard
- Tom Cruise – A Few Good Men
- Mel Gibson – Lethal Weapon 3
- Jean-Claude Van Damme – Nowhere to Run

### Most Desirable Female
Sharon Stone – Basic Instinct
- Kim Basinger – Cool World
- Halle Berry – Boomerang
- Madonna – Body of Evidence
- Michelle Pfeiffer – Batman Returns

### Best Breakthrough Performance
Marisa Tomei – My Cousin Vinny
- Halle Berry – Boomerang
- Whitney Houston – The Bodyguard
- Kathy Najimy – Halløj i klosteret
- Rosie O'Donnell – A League of Their Own

### Best On-Screen Duo
Mel Gibson & Danny Glover – Lethal Weapon 3
- Sharon Stone & Michael Douglas – Basic Instinct
- Whitney Houston & Kevin Costner – The Bodyguard
- Nicole Kidman & Tom Cruise – Far and Away
- Woody Harrelson & Wesley Snipes – White Men Can't Jump

### Best Villain
Jennifer Jason Leigh – Single White Female
- Danny DeVito – Batman Returns
- Ray Liotta – Unlawful Entry
- Jack Nicholson – A Few Good Men

### Best Comedic Performance
Robin Williams – Aladdin
- Whoopi Goldberg – Sister Act
- Eddie Murphy – Boomerang
- Bill Murray – Groundhog Day
- Joe Pesci – My Cousin Vinny

### Best Song From A Movie
"I Will Always Love You" sunget af Whitney Houston – The Bodyguard
- "End of the Road" sunget af Boyz II Men – Boomerang
- "It's Probably Me" sunget af Sting & Eric Clapton – Lethal Weapon 3
- "A Whole New World" sunget af Peabo Bryson & Regina Belle – Aladdin
- "Would?" sunget af Alice in Chains – Singles

### Best Kiss
Rene Russo & Mel Gibson – Lethal Weapon 3
- Pauline Brailsford & Tom Hanks – A League of Their Own
- Michelle Pfeiffer & Michael Keaton – Batman Returns
- Winona Ryder & Gary Oldman – Bram Stoker's Dracula
- Woody Harrelson & Wesley Snipes – White Men Can't Jump

### Best Action Sequence
"Mel Gibsons motorcykel styrt" – Lethal Weapon 3
- "Aliens chase through tunnel" – Alien³
- "Plane crash" – Alive: The Miracle of the Andes
- "Oklahoma land race" – Far and Away
- "Helicopter explosion" – Under Siege

### Best New Filmmaker
- Carl Franklin, instruktør til One False Move

### Lifetime Achievement Award
- The Three Stooges